# Menyasszonyi ruha
A menyasszonyi ruha az esküvőn a menyasszony által viselt öltözet.

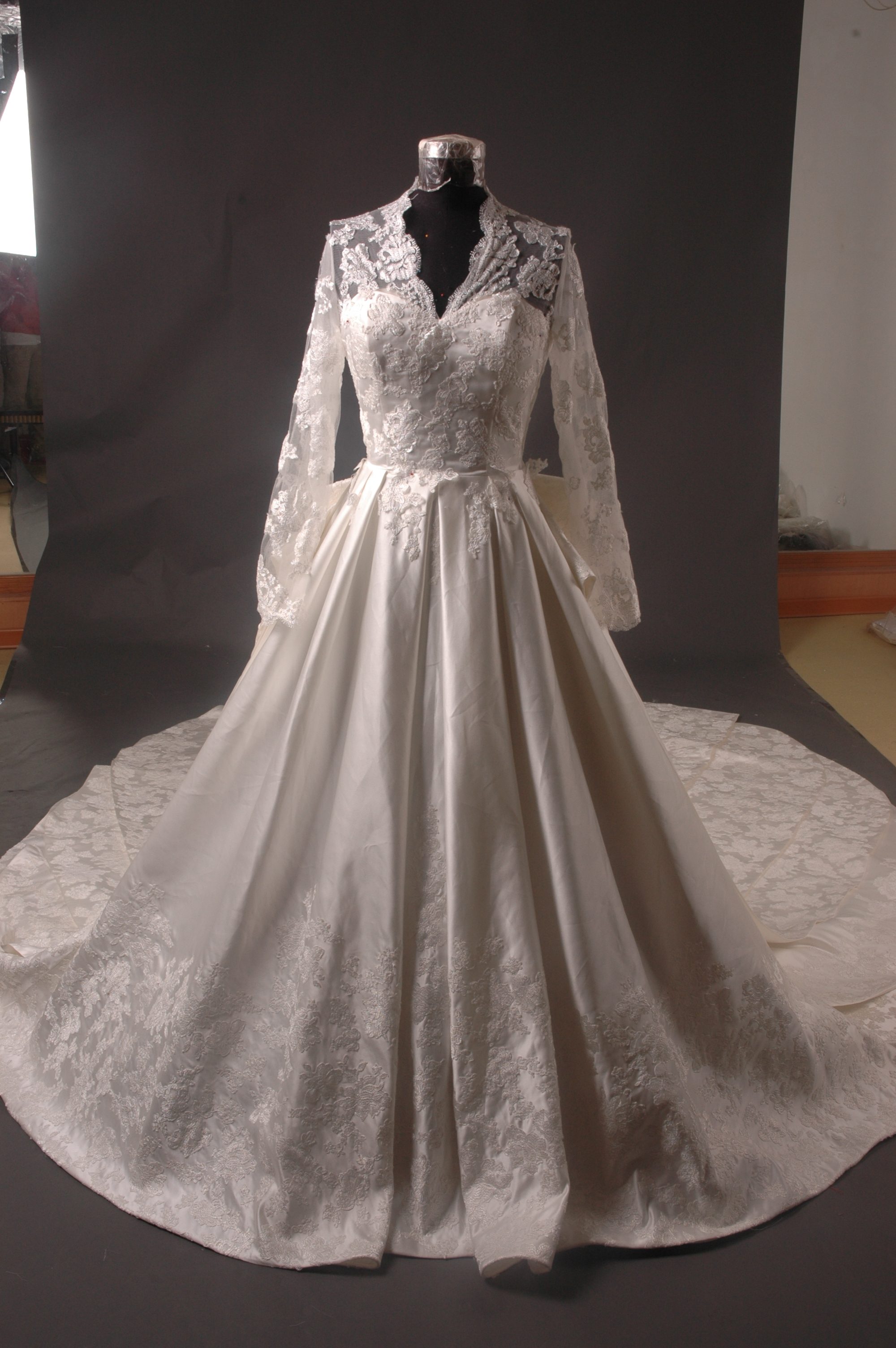
Kate Middleton esküvői ruhájának másolata

## Hagyományok
A ruha kinézetét nagyban befolyásolják a szokások és vallási hagyományok. A nyugati világban az ara hagyományosan fehér ruhát visel, amely a szüzességét hivatott szimbolizálni, míg a keleti kultúrában a színes, vagy piros ruha a szerencsét hozza el az ifjú párnak. A magyar népviseletek között találhatunk fekete menyasszonyi ruhát is a kalocsai vagy a felvidéki népviseletben.
Magyarországon az évszázados során egészen az első világháború tájáig a menyasszonyi ruha különböző színekben és stílusban volt használatban. 1882. augusztus 30.-án baranyavári Baranyay Ödön (1858–1906), hahóti földbirtokos csengeri Háczky Kálmán csabrendeki földbirtokosnak leányát Háczky Gizella (1862–1937) kisasszonyt vezette oltárhoz; a menyasszony fekete kalap- és szürke utazó ruhában, a vőlegény és a tanuk pedig frakkban jelentek meg. 1908. január 25.-én Bécsben nagyapponyi Apponyi Károly (1878–1959) gróf kamarás dragonyos főhadnagy feleségül vette Windisch-Grätz Alfréd herceg lányát, Windisch-Grätz Aglája hercegnőt; a bájos menyasszony princessz-ruhát viselt, tejfehér "Fleur de Chine"-ből, a derék görög stílusban volt díszitve, fátyolt viselt és ékszertől csillogott. A vőlegény katonati állásától fogva dragonyos egyenruhában volt.

## Nyugati kultúra
A középkorban és az azt követő időkben a házasság több volt, mint kér ember által megkötött szövetség. Két család vagy két vállalkozás vagy akár két ország közötti unió is lehetett. Az esküvő politikai kérdés volt, mint romantikus érzelmek, különösen így volt ez a nemesség és a magasabb társadalmi osztályok körében. A menyasszonyok ebből adódóan úgy öltöztek, hogy családjukat kedvezőbb fényben és társadalmi helyzetben jelenítsék meg, hiszen a szertartás során a nő nem csak saját magát jelentette. Az esküvői ruha ára tükrözte a menyasszony társadalmi helyzetét. 

## Keleti kultúra
Kínában, Indiában, Pakisztánban a piros a jó szerencsét és a kedvezősséget jelképező hagyományos szín. Az esküvői ruha a menyasszonynál, ebben a kultúrkörben erősen hímzett és piros színű. 
A kínai esküvőkön a nők ma már más színt is választhatnak a piroson kívül. A tajvani esküvőkön a menyasszony általában a kínai hagyományt követve piros vagy fehér színű ruhát választ. 

## Galéria

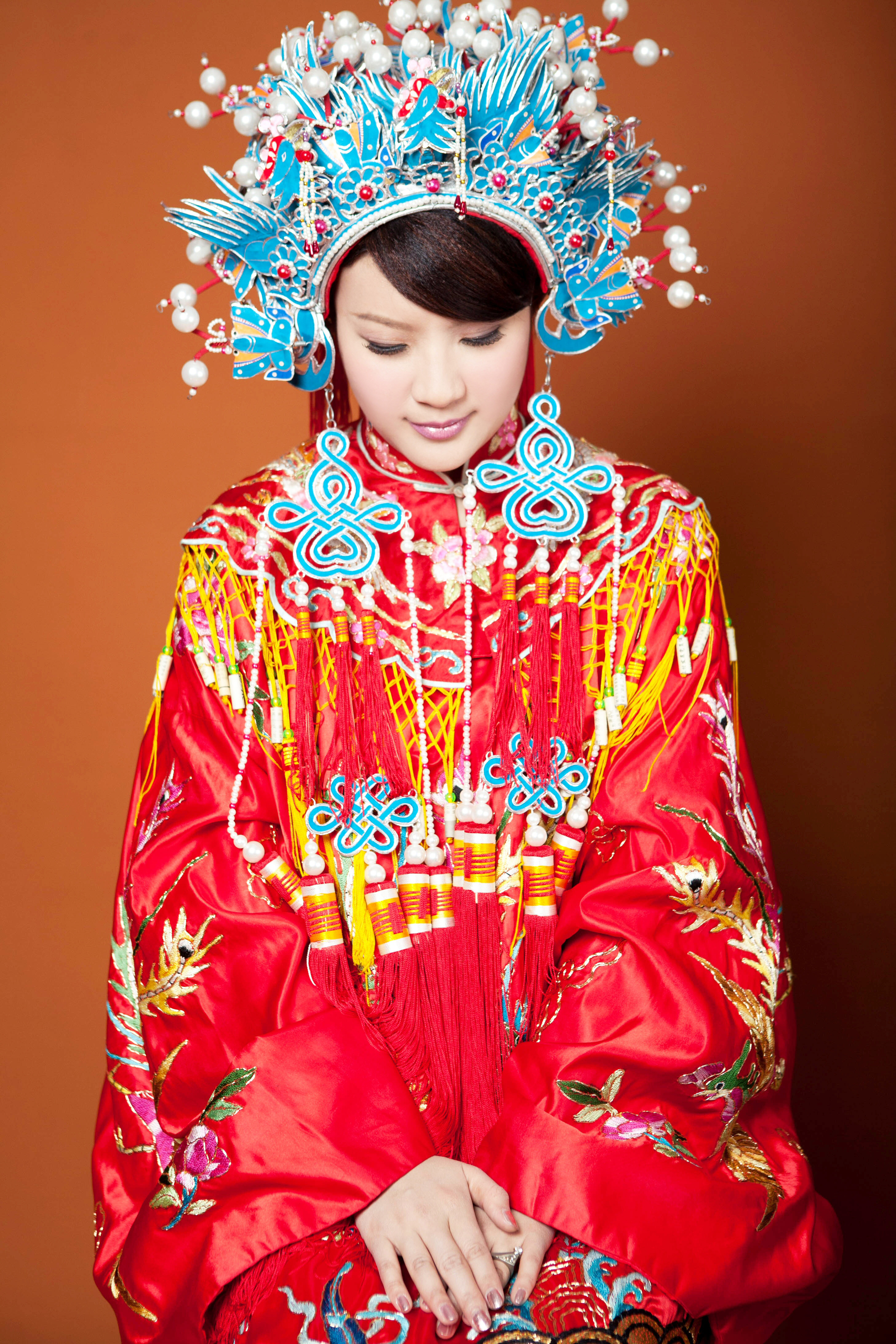
Tajvani menyasszony
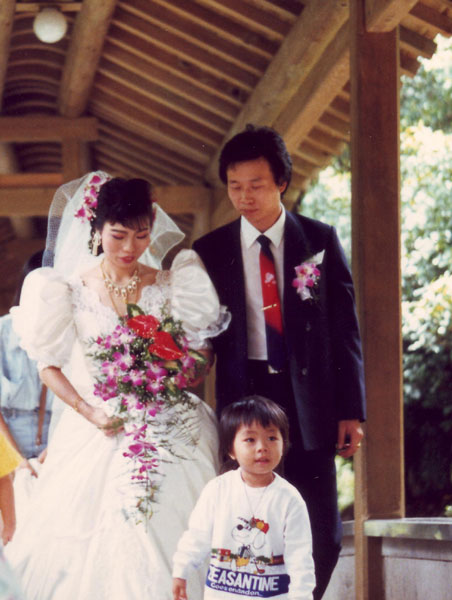
Tajvani pár modern viseletben
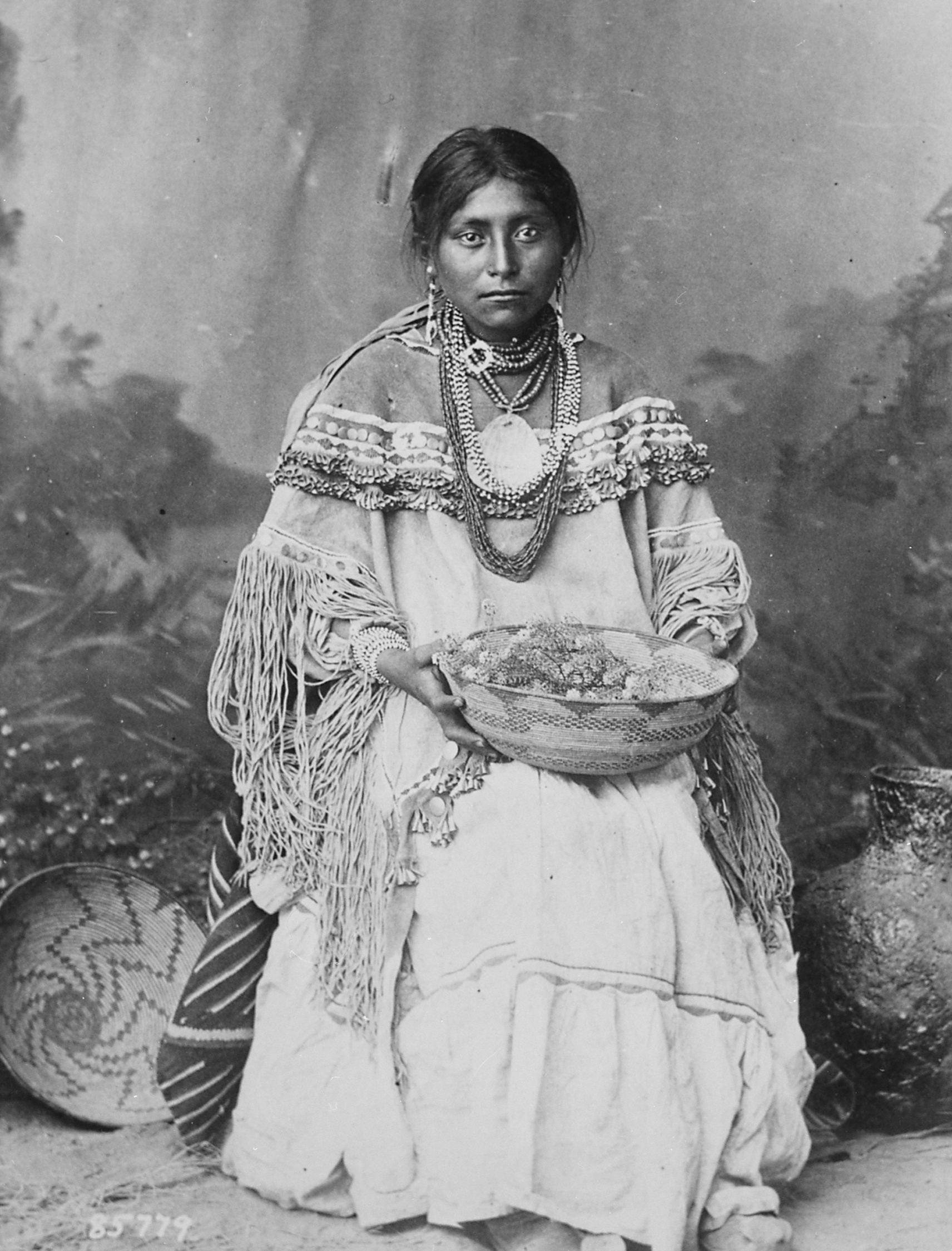
Apacs menyasszony
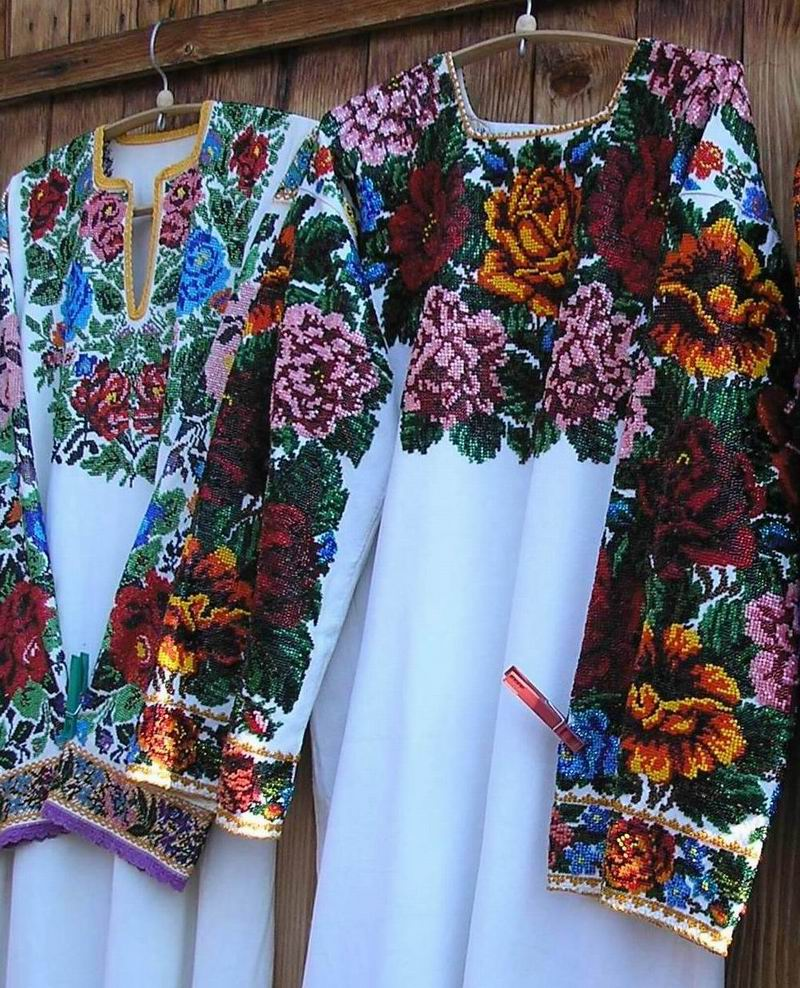
Hucul menyasszonyi ruha
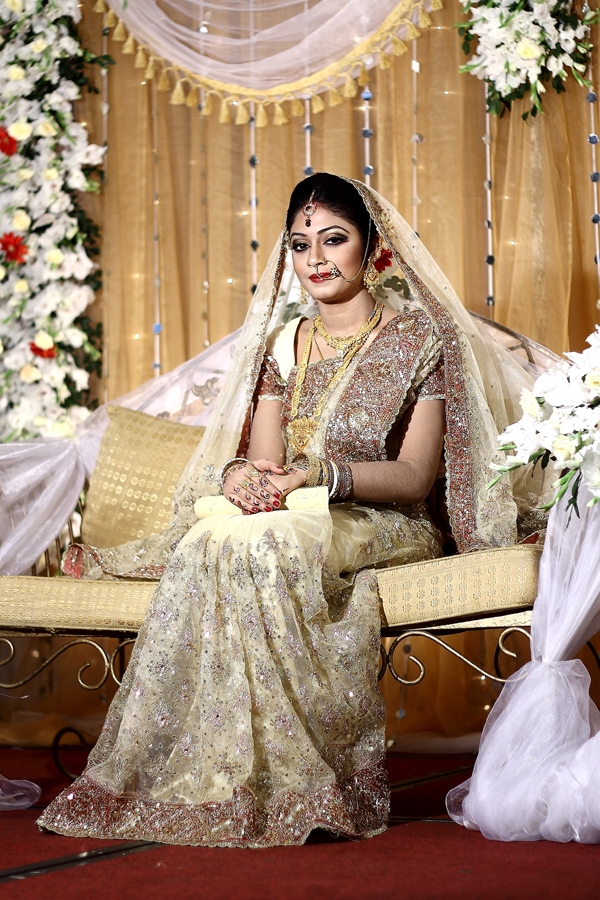
Indiai, bengáli menyasszony
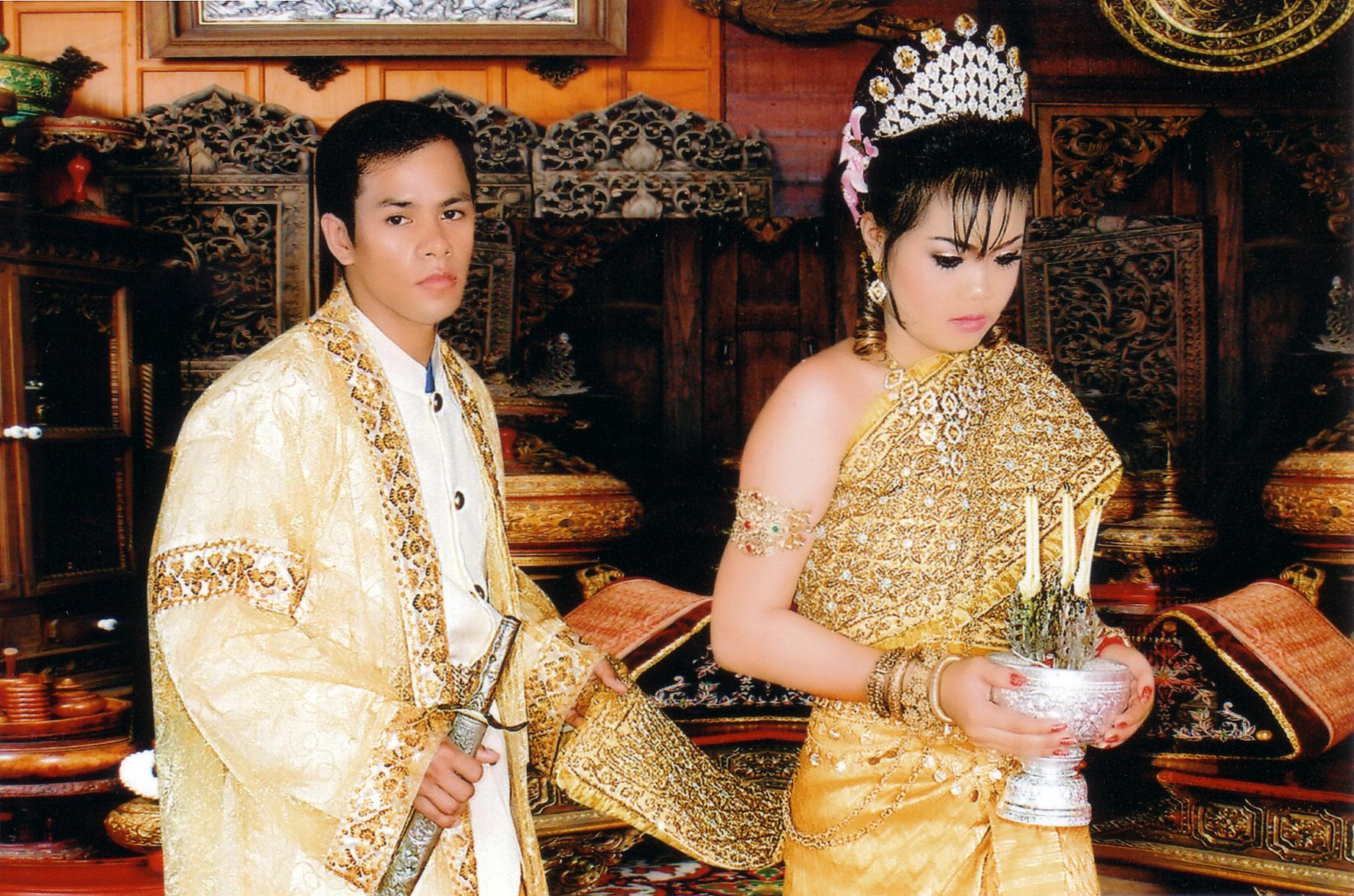
Khmer (kambodzsai) pár hagyományos ruhában
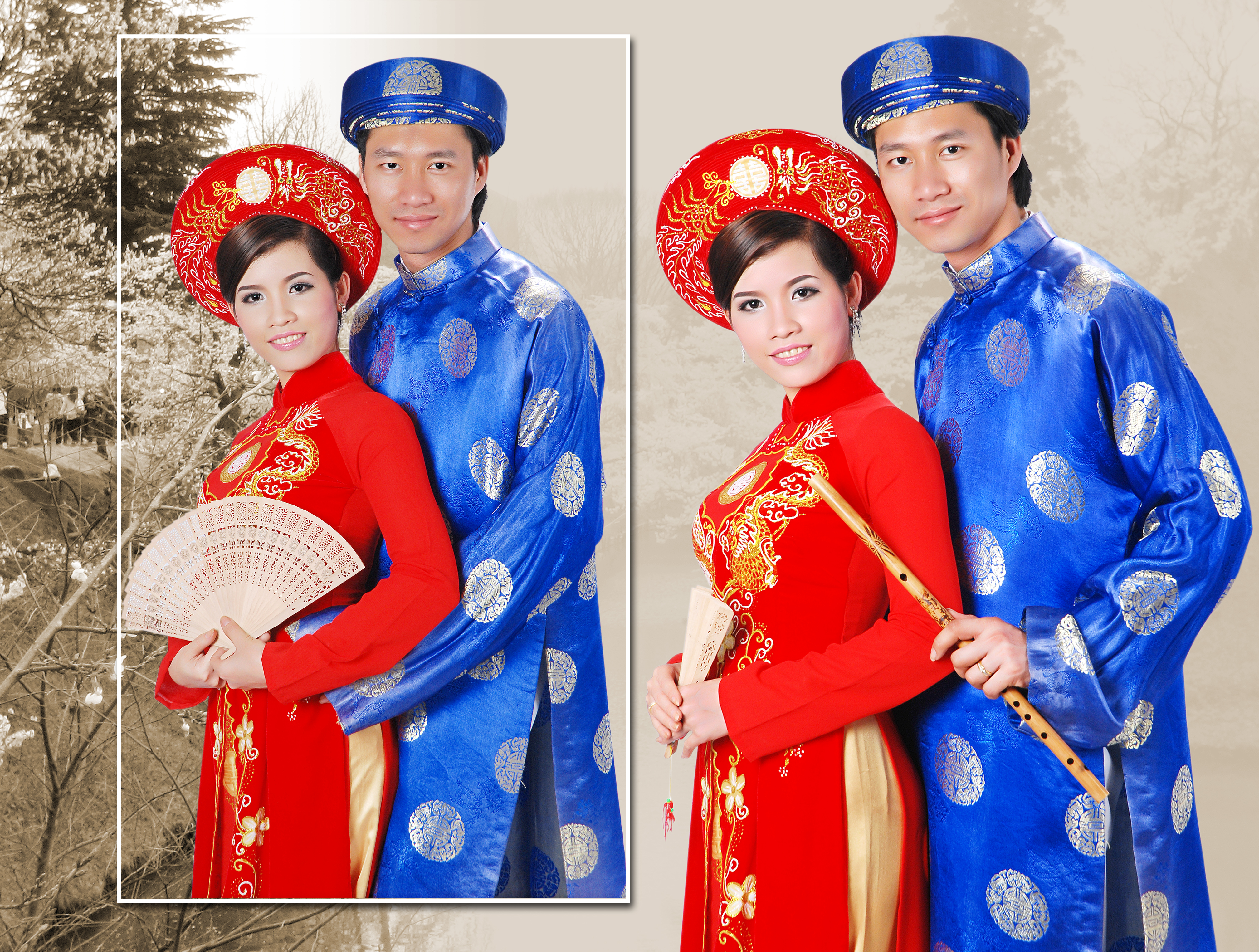
Vietnámi pár hagyományos ruhában
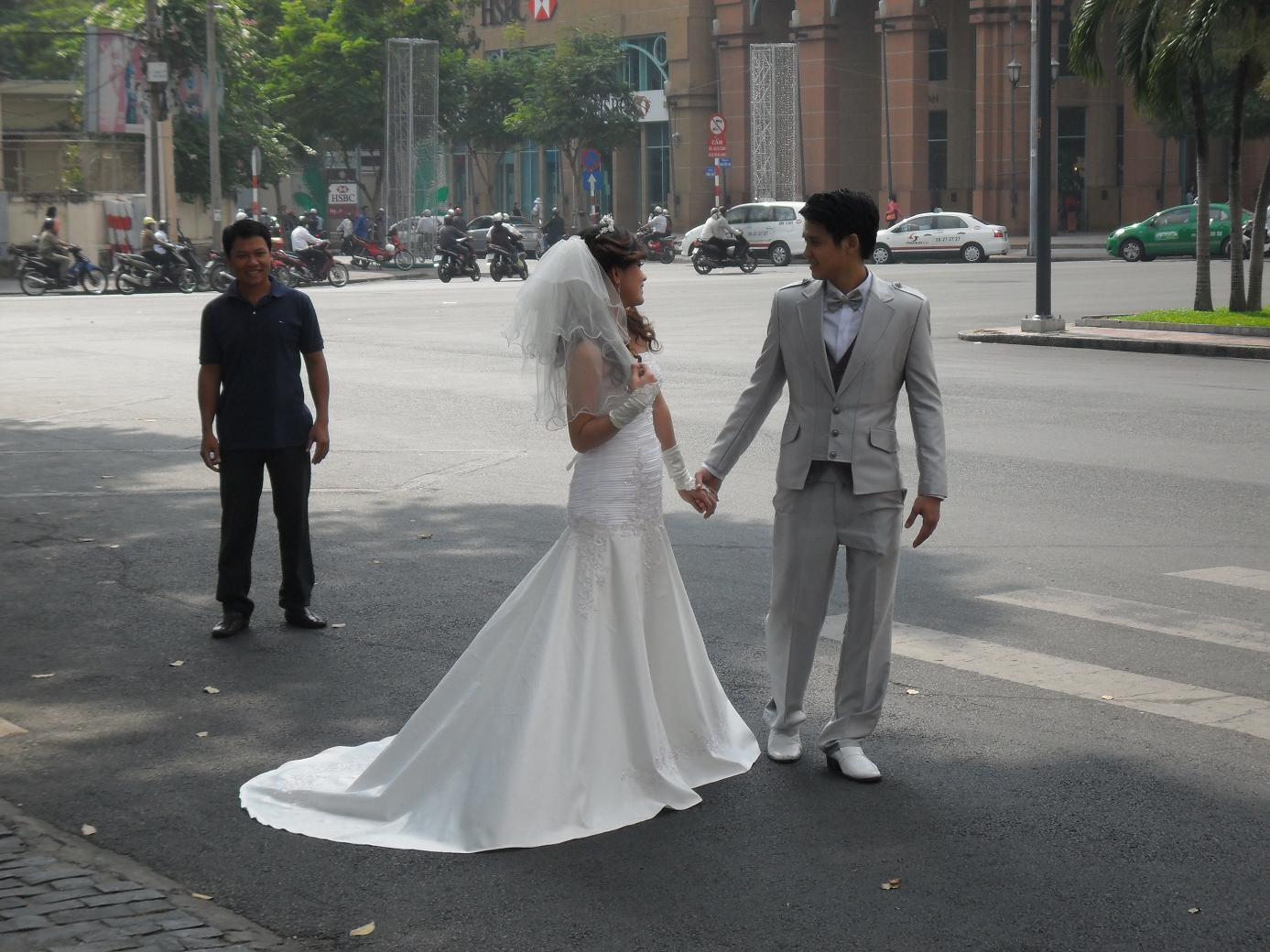
Vietnámi pár nyugati esküvői ruhában
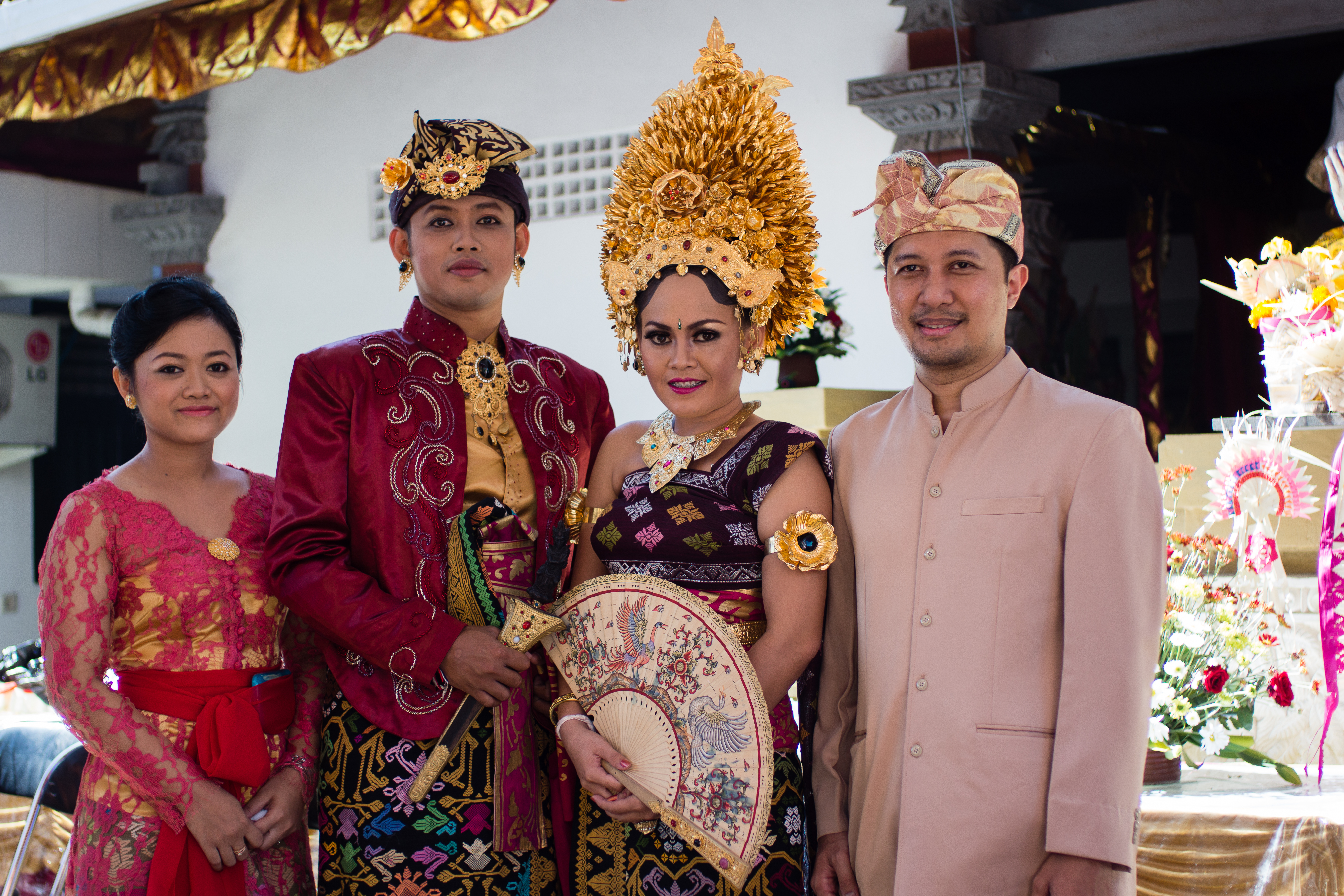
Bali-szigeti pár (Indonézia)

## Fordítás
- Ez a szócikk részben vagy egészben  a   Wedding_dress című angol Wikipédia-szócikk ezen változatának fordításán alapul.  Az eredeti cikk szerkesztőit annak laptörténete sorolja fel. Ez a jelzés csupán a megfogalmazás eredetét és a szerzői jogokat jelzi, nem szolgál a cikkben szereplő információk forrásmegjelöléseként.